# 阿凡桥派

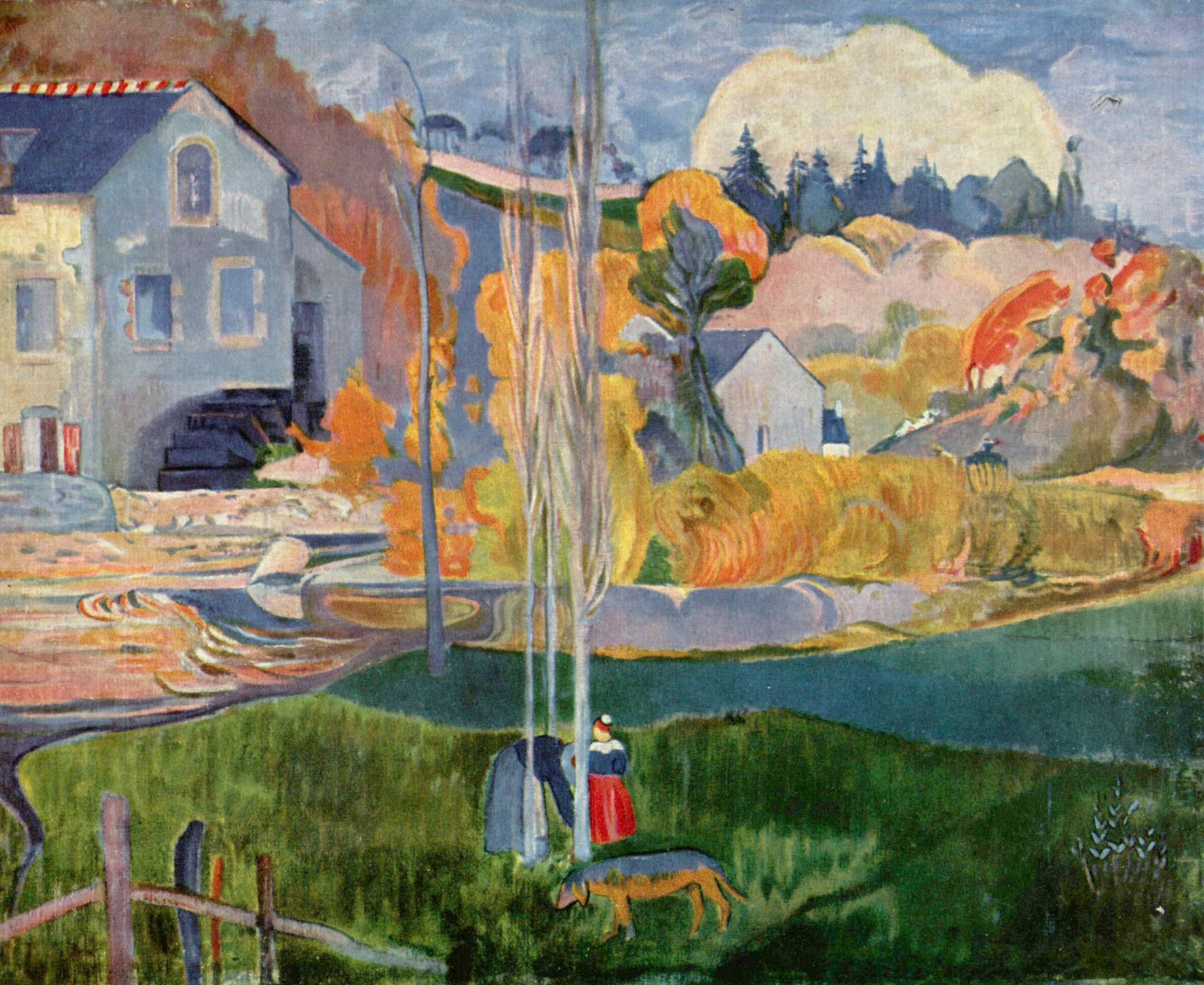
保羅·高更，《阿凡橋的水磨坊》，1894，現藏於奧賽美術館

阿凡橋派（法語：École de Pont-Aven）是19世紀後期到20世紀早期以布列塔尼半島阿凡橋為藝術殖民地的一個藝術流派。

## 歷史

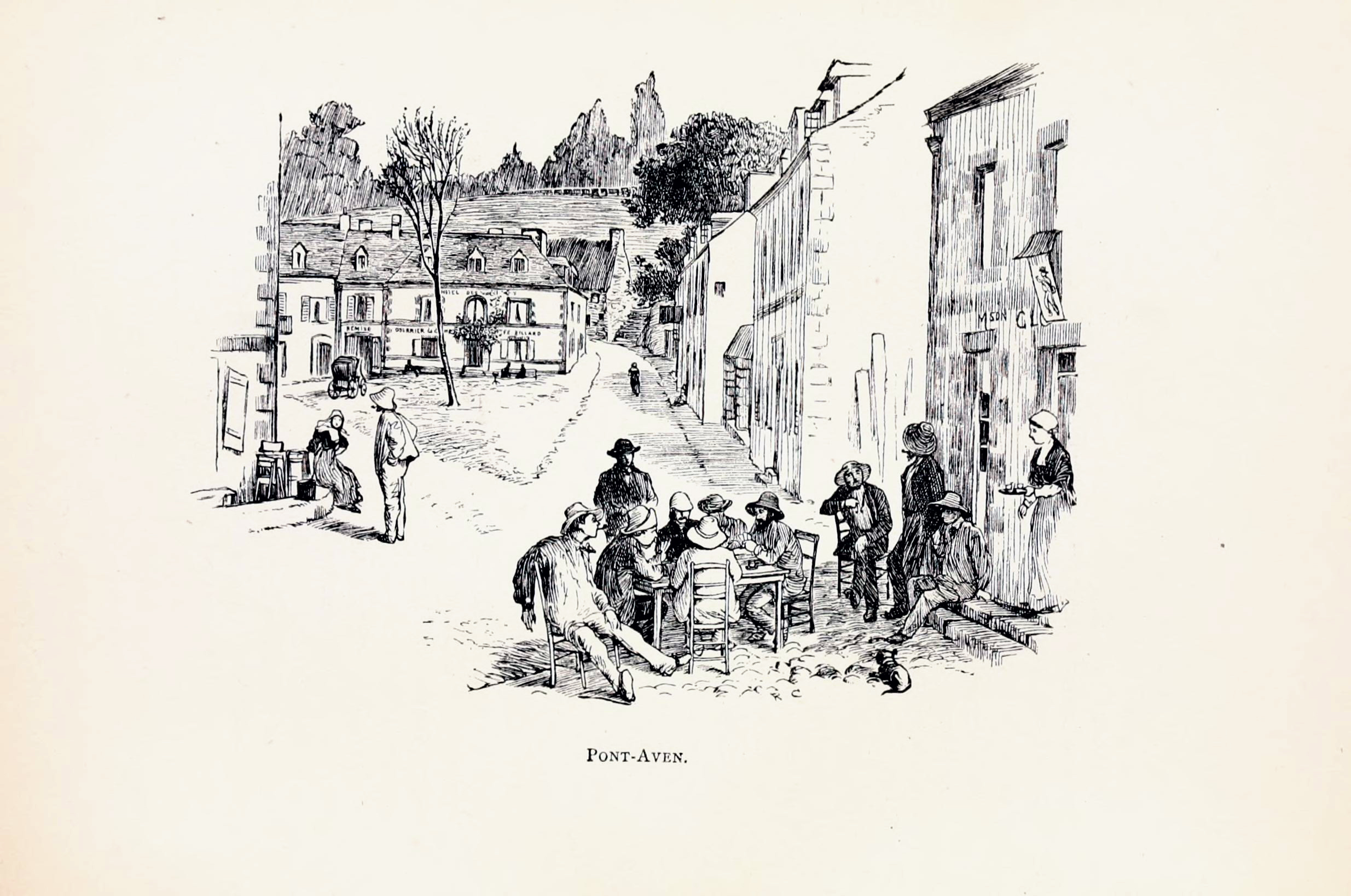
藍道夫‧凱迪克，《阿凡橋》，1881

1862年巴黎到坎佩爾的鐵路開通，使得布列塔尼半島的旅遊業興盛起來。最早的一批阿凡橋派藝術家（包括來自美國費城的幾名學生）在1866年夏抵達這裡。隨後的十幾年中不斷有其他的藝術家加入他們，其中包括法國學院派大師让-莱昂·热罗姆以及威廉·布格罗、藍道夫·凱迪克等。其中1880年來到這裡的藍道夫‧凱迪克為同年亨利·布萊克本（Henry Blackburn）出版的一本導遊手冊《布列塔尼的人們：布列塔尼藝術之旅》（Breton Folk: An Artistic Tour of Brittany）繪製了插圖，此書的暢銷使得高更等藝術家也對阿凡橋留意了起來。
高更在1886年7月抵達阿凡橋，埃米尔·贝尔纳也于次年夏抵達，二人成為了好友，綜合主義也在此產生。隨後這裡便成為了新興藝術家們的聚會所。高更從塔希提返回法國之後還在1894年再次造訪此地。